# Albert Fouet
Pour les articles homonymes, voir Fouet.
Albert Fouet, né le 20 février 1915 à Savigny-sous-Faye et mort le 7 mai 2017 à Paris, est un homme politique français.

## Biographie

### Carrière administrative
Il est directeur de cabinet du préfet du Pas-de-Calais de 1942 à 1943, puis est nommé sous-préfet de l'arrondissement de Segré. À ce titre, après que, les 5 et 6 août 1944, les Allemands incendient la ville et prennent une soixantaine de personnes en otage, il intervient, avec succès, en compagnie de l'archiprêtre, afin d'empêcher leur condamnation.
Il est l'un des témoins majeurs de la Libération de la ville en août 1944. Il consignera ensuite ses souvenirs dans un carnet, Angoisses et Espoirs : Segré, août 1944,.
Il est ensuite sous-préfet de l'arrondissement de La Flèche, avant d'être détaché.

### Carrière politique
D'abord membre du Parti républicain, radical et radical-socialiste (PRRRS), il est parachuté candidat dans le canton de La Suze-sur-Sarthe aux élections de 1951, où il récolte 18,61 % des suffrages. La mort du sortant Alphonse Beunardeau, le 25 décembre 1951, provoquant une élection partielle, il est élu conseiller général du canton le 16 mars 1952 — il le reste jusqu'en 1982 — puis maire de Roëzé-sur-Sarthe après le décès d'Auguste Gallas en 1956 — jusqu'en 1983.
Il est élu député de la 3e circonscription de la Sarthe aux élections législatives de 1962. Il a comme collaborateur Paul Doreau.
Le 7 juillet 1963, il invite François Mitterrand à un banquet républicain à Roëzé-sur-Sarthe : c'est le premier déplacement officiel de ce dernier dans la Sarthe.
Aux législatives de 1967, il est réélu député sous l'étiquette de la Convention des institutions républicaines (CIR). Il n'est en revanche pas réélu après les élections de 1968 faisant suite à la dissolution consécutive à Mai 68. Le gaulliste Raymond Dronne lui succède. Il dépose encore une requête en annulation de l'élection de 1973, laquelle est rejetée.
Il est nommé conseiller général honoraire du canton de La Suze-sur-Sarthe par arrêté préfectoral du 7 janvier 2003.
Après la fin de son dernier mandat — celui de maire — en 1983, il ne brigue pas de nouvelles fonctions.
Inspiré par la figure de Lamennais, il en possède une collection de manuscrits et de lettres, et participe à des colloques à son sujet.
Il fête ses cent ans le 20 février 2015.
Il meurt le 7 mai 2017 à Paris.

### Postérité
Une salle de Roëzé-sur-Sarthe porte le nom d'Albert-Fouet.